# Umweltsystemwissenschaften
Umweltsystemwissenschaften ist ein Studiengang, der sich zwischen Systemwissenschaft, Mathematik und Umweltinformatik ansiedelt und an wenigen Hochschulen angeboten wird, u. a. an den Universitäten in Graz, Klagenfurt, Osnabrück und Zürich.

## Grundidee des Studiums
Die Grundidee des Studiums „Umweltsystemwissenschaften“ ist es, neben einer fundierten fachspezifischen Ausbildung, die Grundlagen und das Denken einiger weiterer Disziplinen zu vermitteln, um dadurch Beziehungen zwischen diesen herzustellen.
Es geht dabei nicht nur um die Analyse der einzelnen Systemelemente, sondern auch um das Studium der Systemdynamik und der Vernetzung dieser Elemente untereinander. Daher sind auch systemanalytische und mathematische Methoden wesentlicher Bestandteil des Studiums. Ziel dieses Studiums ist, den Absolventen zu ermöglichen, in einem interdisziplinären Team einerseits fachliche Kompetenz und andererseits die Fähigkeit zur Vernetzung verschiedener Wissensgebiete einzubringen.

## Grundstruktur des Studiums
Zentrale Vorgabe für dieses Studium ist die Teamfähigkeit und die interdisziplinäre Ausbildung der Absolventen. Daher umfasst die Grundstruktur:
- das Fachstudium des gewählten Schwerpunktes
- die Ausweitung auf andere Fachbereiche über gebundene Wahlfächer
- die Vernetzung der Disziplinen in fächerübergreifenden und problemorientierten Praktika
- Grundlagen aus dem Bereich Systemwissenschaft, Mathematik und Statistik
- Freie Wahlfächer

Das Studium Umweltsystemwissenschaften wurde in Graz Anfang der neunziger Jahre als individuelles Diplomstudium eingeführt und kann seit dem Wintersemester 2003 als reguläres Studium absolviert werden. Seither kam es zu mehreren Überarbeitungen des Studienplans. Derzeit kann in Graz das naturwissenschaftliche und das sozial- und wirtschaftswissenschaftliche USW-Bachelor-Curriculum-2017 (seit Wintersemester 2017) sowie der Masterstudienplan aus dem Jahr 2011 inskribiert werden.

## Berufsbild
Heute werden komplexe Umweltprobleme von disziplinorientierten Fachleuten mit einer mehr oder weniger guten Zusatzausbildung bearbeitet. Die Zukunft erfordert neben den Fachspezialisten interdisziplinär gebildete Wissenschaftlern, die in der Lage sind, Probleme aus verschiedenen Fachbereichen zu integrieren. Diese Aufgaben können nur durch die Vernetzung von Fachdisziplinen im Team gelöst werden.
Absolventen der Studienrichtung Umweltsystemwissenschaften sollen in der Lage sein, das Wissen aus mehreren Disziplinen unter Einschluss ihres eigenen Fachschwerpunktes einer globalen Gesamtbeurteilung zu unterziehen. Sie können, gemeinsam mit anderen, Strategien zur Lösung und Vermeidung von Umweltproblemen entwickeln.
Erwartet werden Betätigungsfelder in allen Gebieten, in denen die Absolventen der gewählten Schwerpunkte (das heißt als Chemiker, Geograph, Betriebswirt etc.) eingesetzt werden, wobei diese zusätzlich in der Lage sind, in folgenden Bereichen entscheidend mitzuarbeiten:
- Forschung und Lehre in umweltbezogenen Bereichen der Wissenschaft
- Beratung und Betreuung von Umweltschutzeinrichtungen bei Gemeinden, Bezirken, Ländern und Bund
- Leitung und Mitarbeit bei Forschungsvorhaben und Umweltverträglichkeitsprüfungen
- Mitwirkung bei Entwurf, Aufbau, Betrieb, Auswertung und Interpretation von Umweltbeobachtungssystemen
- Mitwirkung bei der Planung und Entwicklung umweltschonender Produkte und Produktionsformen
- Medienarbeit und Lehre an Schulen und Weiterbildungseinrichtungen
- Mitarbeit in allen anderen Bereichen, in denen Fachwissen gepaart mit ökologischem Verständnis gefragt ist.

Darüber hinaus beinhaltet das Berufsbild auch Aufgaben des Projektmanagements außerhalb des Umweltbereiches.